# Amel Baladiet Merouana
 (juin 2018).
Si vous disposez d'ouvrages ou d'articles de référence ou si vous connaissez des sites web de qualité traitant du thème abordé ici, merci de compléter l'article en donnant les références utiles à sa vérifiabilité et en les liant à la section « Notes et références ».
Maillots
Le Amel Baladiet Merouana (en arabe : أمال بلدية مروانة), plus couramment abrégé en ABM, est un club algérien de football fondé en 1933 et basé dans la ville de Merouana, dans la Wilaya de Batna.

## Histoire

### Période coloniale française
À la suite d'une mission d'inspection de la direction des impôts de Constantine au niveau de l'agence de Corneille, un des agents de la direction émet l'idée de créer un club de football dans la ville. M. Doze procéda le 26 août 1933 à la création du club sous le nom de Société d'éducation physique du Bélézma Corneille (SEPBC).
Peu avant l'indépendance de l'Algérie, le club passa sous la direction de l'Algérien Mammar Ziza, frère du révolutionnaire Ziza Massika. Le club se dénomme alors le Mostakbal de Merouana avec le rouge et blanc comme couleurs.

### Période de l'Algérie indépendante
Après l'indépendance de l'Algérie , le club est renommé Amel Baladiat Merouana et ses couleurs sont changées en Noir et Jaune. 
Le club joue dans les divisions inférieures et forme beaucoup de joueurs. Il accède, lors de la saison 2009-2010, à la seconde division du championnat d'Algérie pour la 1re fois de son histoire.
En coupe d'Algérie, c'est lors de la saison 2004-2005 que le club réalise sa meilleure performance en atteignant les seizièmes de finale, battu 3-1 par l'ASO Chlef, club de première division à ce moment-là.

## Bilan sportif

### Palmarès
| Compétitions nationales                                           |
| ----------------------------------------------------------------- |
| - Championnat d'Algérie D3 (1) : - Champion Groupe Est : 2008-09. |